# Communauté de communes du Bellegardois
Die Communauté de communes du Bellegardois ist ein ehemaliger französischer Gemeindeverband mit der Rechtsform einer Communauté de communes im Département Loiret in der Region Centre-Val de Loire. Sie wurde am 13. Dezember 2004 gegründet und umfasste 12 Gemeinden. Der Verwaltungssitz befand sich im Ort Bellegarde.

## Historische Entwicklung
Mit Wirkung vom 1. Januar 2017 fusionierte der Gemeindeverband mit
- Communauté de communes de Châtillon-Coligny sowie
- Communauté de communes du Canton de Lorris

und bildete so die Nachfolgeorganisation Communauté de communes Canaux et Forêts en Gâtinais.

## Ehemalige Mitgliedsgemeinden
1. Auvilliers-en-Gâtinais
2. Beauchamps-sur-Huillard
3. Bellegarde
4. Chapelon
5. Fréville-du-Gâtinais
6. Ladon
7. Mézières-en-Gâtinais
8. Moulon
9. Nesploy
10. Ouzouer-sous-Bellegarde
11. Quiers-sur-Bézonde
12. Villemoutiers